# Généralité de Provence
1542–1789
(483 ans)
Entités précédentes :
- Création

Entités suivantes :
- Bouches-du-Rhône
- Var
- Alpes-de-Haute-Provence
- Vaucluse

La généralité de Provence est une circonscription administrative de la Provence créée en 1542. Aussi appelée généralité d'Aix, Aix fut en effet siège d'une des dix-sept recettes générales créées par Henri II et confiées à des trésoriers généraux (Édit donné à Blois en janvier 1551). Son ressort se confondait avec celui du parlement d'Aix.
Elle se composait de vingt-deux vigueries et trois recettes ; soixante-et-une subdélégations (intendance) en 1789.

## La généralité d'après le Règlement du2 mars 1789(États généraux)
- Députation dissidente des nobles possédant fiefs...
- Sénéchaussée d'Aix, 8 députés ;
- Sénéchaussée d'Arles, 4 députés ;
- Ville et terroir d'Arles, 3 députés ;
- Sénéchaussée de Draguignan, 8 députés, (Sénéchaussée de Castellane, Sénéchaussée de Grasse) ;
- Sénéchaussée de Forcalquier, 8 députés, (Sénéchaussée de Barcelonnette, Sénéchaussée de Digne, Sénéchaussée de Sisteron) ;
- Sénéchaussée de Marseille, 8 députés ;
- Sénéchaussée de Toulon, 8 députés, (Sénéchaussée de Brignoles, Sénéchaussée d'Hyères).

## Liste des circonscriptions administratives
La généralité étant une des circonscriptions administratives majeures, la connaissance historique du territoire concerné passe par l'inventaire des circonscriptions inférieures de toute nature. Cet inventaire est la base d'une exploration des archives réparties entre les différentes Archives départementales des départements compris dans la généralité.
- Viguerie d'Aix
- Subdélégation d'Aix, compétence de l'Administration provençale
- Subdélégation d'Allauch, compétence de l'Administration provençale
- Viguerie d'Annot
- Subdélégation d'Antibes, compétence de l'Administration provençale
- Viguerie d'Apt
- Subdélégation d'Apt, compétence de l'Administration provençale
- Subdélégation d'Arles, hors compétence de l'administration provençale
- Subdélégation d'Aubagne, compétence de l'Administration provençale
- Viguerie d'Aups
- Subdélégation d'Aups, compétence de l'Administration provençale
- Subdélégation d'Avignon
- Greffe ducal de Barcelonnette
- Judicature de Barcelonnette
- Préfecture de Barcelonnette, « seule préfecture sous l'Ancien Régime », puis sous-préfecture
- Subdélégation de Barcelonnette, hors compétence de l'administration provençale
- Viguerie de Barjols
- Subdélégation de Barjols, compétence de l'Administration provençale
- Viguerie de Brignoles
- Subdélégation de Brignoles, compétence de l'Administration provençale
- Subdélégation de Cadenet, compétence de l'Administration provençale
- Subdélégation de Cannes, compétence de l'Administration provençale
- Cour royale de Castellane
- Sénéchaussée de Castellane
- Subdélégation de Castellane, compétence de l'Administration provençale
- Viguerie de Castellane
- Viguerie de Colmars
- Subdélégation de Colmars, compétence de l'Administration provençale
- Subdélégation de Cotignac, compétence de l'Administration provençale
- Subdélégation de Cuers, compétence de l'Administration provençale
- Sénéchaussée de Digne
- Subdélégation de Digne, compétence de l'Administration provençale
- Viguerie de Digne
- Viguerie de Draguignan
- Subdélégation de Draguignan, compétence de l'Administration provençale
- Subdélégation de Entrevaux, hors compétence de l'administration provençale
- Sénéchaussée de Forcalquier
- Subdélégation de Forcalquier, compétence de l'Administration provençale
- Viguerie de Forcalquier
- Subdélégation de Fréjus, compétence de l'Administration provençale
- Subdélégation de Gardanne, compétence de l'Administration provençale
- Subdélégation de Gordes, compétence de l'Administration provençale
- Viguerie de Grasse
- Subdélégation de Grasse, compétence de l'Administration provençale
- Subdélégation de Grignan, hors compétence de l'administration provençale
- Viguerie de Hyères
- Subdélégation de Hyères, compétence de l'Administration provençale
- Subdélégation de Istres, compétence de l'Administration provençale
- Subdélégation de La Ciotat, compétence de l'Administration provençale
- Subdélégation de Lambesc, compétence de l'Administration provençale
- Subdélégation de La Roquebrussanne, compétence de l'Administration provençale
- Subdélégation de Le Beausset, compétence de l'Administration provençale
- Subdélégation de Le Luc, compétence de l'Administration provençale
- Subdélégation de Les Mées, compétence de l'Administration provençale
- Viguerie de Le Val-de-Barrême
- Viguerie de Lorgues
- Subdélégation de Lorgues, compétence de l'Administration provençale
- Subdélégation de Manosque, compétence de l'Administration provençale
- Subdélégation de Marseille, hors compétence de l'administration provençale
- Subdélégation de Martigues, compétence de l'Administration provençale
- Subdélégation de Mondragon, hors compétence de l'administration provençale
- Viguerie de Moustiers
- Subdélégation de Moustiers, compétence de l'Administration provençale
- Subdélégation de Notre-Dame-de-la-Mer, hors compétence de l'administration provençale
- Subdélégation d'Orgon, compétence de l'Administration provençale
- Subdélégation de Pertuis, compétence de l'Administration provençale
- Subdélégation de Rémuzat, compétence de l'Administration provençale
- Subdélégation de Rians, compétence de l'Administration provençale
- Subdélégation de Riez, compétence de l'Administration provençale
- Subdélégation de Roquevaire, compétence de l'Administration provençale
- Viguerie de Saint-Maximin
- Subdélégation de Saint-Maximin, compétence de l'Administration provençale
- Viguerie de Saint-Paul
- Subdélégation de Saint-Rémy, compétence de l'Administration provençale
- Subdélégation de Saint-Tropez, hors compétence de l'administration provençale
- Subdélégation de Salon, hors compétence de l'administration provençale
- Subdélégation de Sault, hors compétence de l'administration provençale
- Viguerie de Seyne
- Subdélégation de Seyne, compétence de l'Administration provençale
- Subdélégation de Signes, compétence de l'Administration provençale
- Sénéchaussée de Sisteron
- Subdélégation de Sisteron, compétence de l'Administration provençale
- Viguerie de Sisteron
- Viguerie de Tarascon
- Subdélégation de Tarascon, compétence de l'Administration provençale
- Viguerie de Toulon
- Subdélégation de Toulon, compétence de l'Administration provençale
- Subdélégation de Trets, compétence de l'Administration provençale
- Subdélégation de Valensole, compétence de l'Administration provençale
- Subdélégation de Velaux, compétence de l'Administration provençale
- Subdélégation de Vence, compétence de l'Administration provençale